# タイタス・アンドロニカス

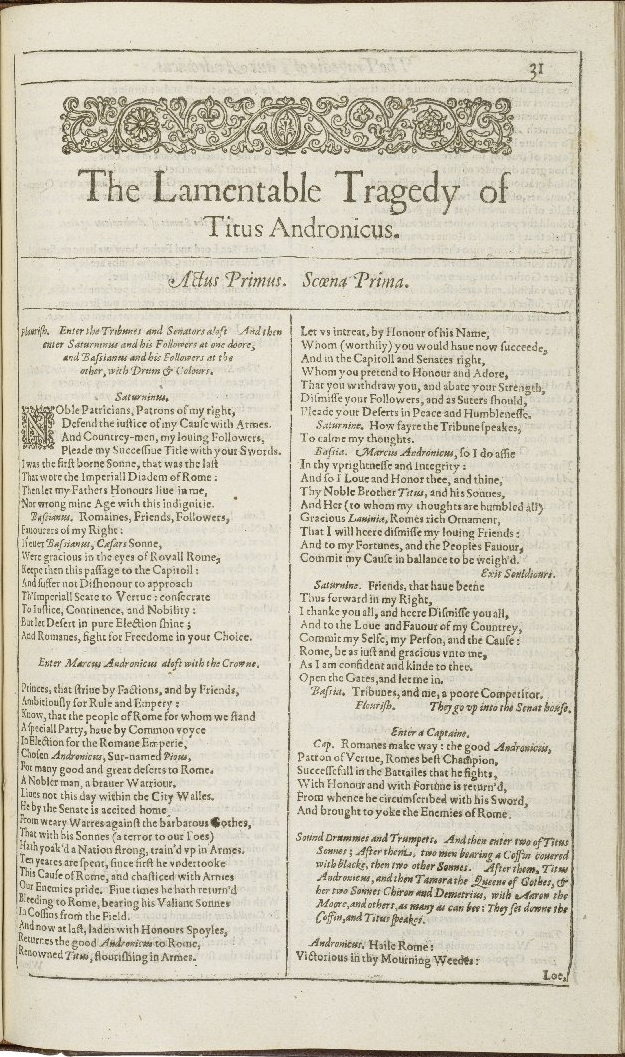
シェイクスピアの最初の作品集の「タイタス・アンドロニカス」のページ

『タイタス・アンドロニカス』（Titus Andronicus）は、イギリスの劇作家ウィリアム・シェイクスピア作の舞台作品。1590年前後に書かれたとされる、最初期の悲劇。
シェイクスピア全作品中、最も残虐で暴力に溢れているという点で異質な戯曲であり、そのため最近まで上演される機会も少なかった。だが20世紀後半以降は徐々に上演が増え、近年では2006年にイギリスにて、ロンドンのグローブ座での上演、ストラトフォード・アポン・エイヴォンで行われたRSC主催のフェスティバルに招聘された蜷川幸雄演出版の上演が共に注目を集めた。

## 主な登場人物
- タイタス・アンドロニカス　ローマの貴族、ゴート討伐軍の将軍
- マーカス　護民官、タイタスの弟
- ルーシアス　タイタスの長男
- ラヴィニア　タイタスの娘
- 少年（ルーシアス）　ルーシアスの息子、タイタスの孫
- タモーラ　ゴート人の女王
- エアロン ムーア人、タモーラの情夫
- ディミートリアス　タモーラの息子
- カイロン　タモーラの息子
- サターナイナス　先のローマ皇帝の長男、後に皇帝
- バシエイナス　先のローマ皇帝の次男でラヴィニアの夫

## あらすじ

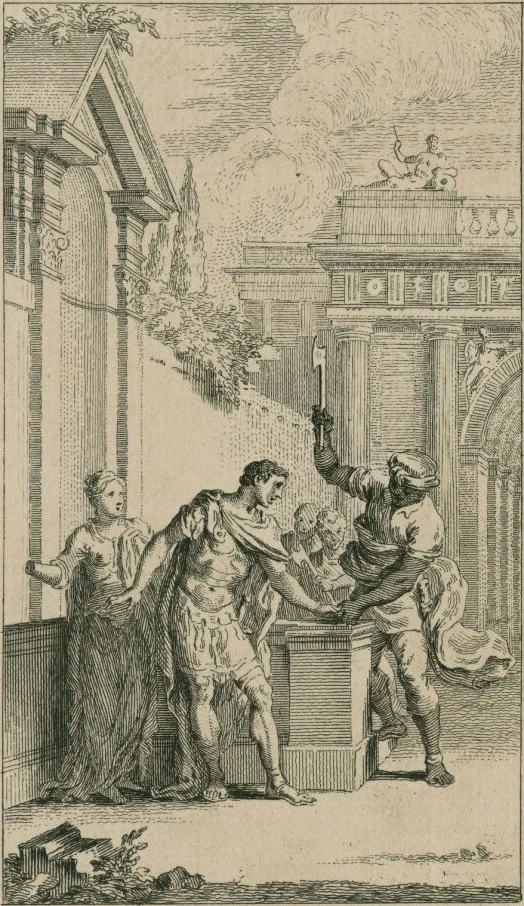
逮捕された息子たちの釈放のため腕を切断して献上しようとしているタイタス・アンドロニカス

ローマ帝国の武将タイタス・アンドロニカスは、長年のゴート族との戦いに勝利し凱旋する。タイタスによって息子のひとりを生贄にされたゴートの女王タモーラは、新ローマ皇帝の座に就いたサターナイナスに取り入って后となり、アンドロニカス一族への復讐を開始する。
タモーラとその愛人であるムーア人エアロンの策略によって、タイタスの娘ラヴィニアはタモーラの息子達に夫を殺され強姦された上に、口封じのため舌と両手を切り取られる。更にタイタスの二人の息子達は冤罪により逮捕される。タイタスは自分の片手を切り落とし、皇帝に献上して釈放を願うが、息子達は死刑に処せられ、彼らを救い出そうとした長男ルーシアスはローマ追放を宣告される。
すべてがタモーラ達の仕業であることを知ったタイタスは、ルーシアスに命じゴート軍と結託してローマを攻めさせる一方で、タモーラの息子二人を捕獲し殺す。
一方エアロンは、タモーラの出産した子の父親が皇帝ではなく自分だったことを知り、事が露見する前に赤ん坊を連れ身を隠す。
ローマとゴートの和平会議の場で、サターナイナスの助言に従って強姦を理由にタイタスはラヴィニアを絞殺し、タモーラには息子達の人肉パイを食べさせた上で刺殺する。タイタスはサターナイナスに殺され、サターナイナスはルーシアスに殺される。新ローマ皇帝に推挙されたルーシアスは、ゴート軍に捕らえられたエアロンを生き埋めの刑に処する。

## 映像化
- 『タイタス』（1999年、ジュリー・テイモア監督、アンソニー・ホプキンス主演）。

## 日本語訳
- 坪内逍遥訳 早稲田大学出版部 1926、のち新版で新樹社、名著普及会
- 冨原芳彰訳『世界古典文学全集 第43巻 シェイクスピアⅢ』筑摩書房 1966
- 小田島雄志訳 白水社 1975、白水Uブックス 1983
- 福田恆存訳 新潮社 1977、のち「翻訳全集 第4巻」文藝春秋
- 木下順二訳『世界文学全集 8 シェイクスピア』講談社 1979、のち「シェイクスピアⅡ」同
- 田中晏男訳 山口書店 1988
- 松岡和子訳 ちくま文庫 2004